# 東北職業能力開発大学校
東北職業能力開発大学校（とうほくしょくぎょうのうりょくかいはつだいがっこう、英語: Tohoku Polytechnic College）は、宮城県栗原市築館字萩沢土橋26にある職業能力開発大学校。
独立行政法人高齢・障害・求職者雇用支援機構が設置・運営している。
略称･愛称は『東北能開大』『東北ポリテクカレッジ』など。工業系の授業･実習が展開されている。
旧校名は宮城職業能力開発短期大学校（みやぎしょくぎょうのうりょくかいはつたんきだいがっこう）、宮城職業訓練短期大学校（みやぎしょくぎょうくんれんたんきだいがっこう）。

## 概要
東北職業能力開発大学校は、職業能力開発促進法で規定されている高度職業訓練のうち、長期間の訓練（専門課程、応用課程）及び短期間の訓練（専門短期課程、応用短期課程）を行う公共職業能力開発施設の一つ。高度技能者の養成を目的とする厚生労働省所管の省庁大学校である。なお、学校教育法に基づいた施設ではなく職業能力開発促進法により設置されているため学校教育法の適用は受けない。

## 教育訓練

### 専門課程
専門課程の卒業者が公務員に採用された場合、内閣府人事院規則により文部科学省系短大卒相当と格付けされる。
機械システム系
- 生産技術科
- 電気エネルギー制御科
- 電子情報技術科
- 住居環境科

### 応用課程
応用課程の卒業者が公務員に採用された場合、内閣府人事院規則により文部科学省系大学卒業者相当と格付けされる。
- 生産機械システム技術科
- 生産電気システム技術科
- 生産電子情報システム技術科
- 建築施工システム技術科

## 附属施設
- 東北職業能力開発大学校附属青森職業能力開発短期大学校
- 東北職業能力開発大学校附属秋田職業能力開発短期大学校